# Перервана пісня
«Перервана пісня» — радянсько-чехословацький художній фільм 1960 року режисера Ніколоза Санішвілі. Один з лідерів кінопрокату СРСР, фільм подивилися 26,9 млн глядачів.

## Сюжет
Головного героя — Мішо Звару — скромного вчителя співу зі словацького села, війна застає за уроком співу … його мобілізують до гітлерівської словацької дивізії і направляють на Східний фронт, дивізія йде на Кавказ. Але словаки не хочуть воювати, кожен день вони перебігають на радянську сторону. У 1942 році, коли Мішо і його друзів направляють у розвідку, вони теж переходять до росіян. Він опиняється в таборі військовополонених. Під час нальоту фашистських літаків на санітарний поїзд Мішо кидається до зенітного кулемета і обстрілює німецький літак — так він знайомиться з військовим лікарем Еліко, вони закохуються один в одного. Але війна їх розлучає — Мішо, як переконаного ворога нацистів, який ніби-то втік з табору назад, направляють в його частину — агітувати солдатів, щоб здаватися в полон. Згодом його агітацію виявляє німецький офіцер і Мішо заарештовують разом з усім взводом, але солдати, перебивши конвой, йдуть на радянську сторону. За виконання завдання Мішо дають відпустку, він їде в Сухумі, де зустрічається з Еліко. Але потрібно продовжувати боротьбу — 1944 рік, в Словаччині спалахує партизанське повстання, і Мішо в складі чехословацького корпусу відправляється на допомогу партизанам. Отримавши відпустку через поранення Мішо вирушає в Сухумі, але Еліко там не знаходить … Минуло кілька років, скінчилася війна. Мішо повернувся в рідну Словаччину, і поруч з ним його дружина, кохана Еліко.

## У ролях
- Юліус Пантік — Мішо Звара, вчитель співу зі Словаччини
- Лія Еліава — Еліко Геловані, військовий лікар, капітан Червоної Армії
- Веріко Анджапарідзе — Маріам, мати Еліко
- Додо Чічінадзе — Додо, дружина Гурама Геловані
- Отар Коберідзе — Гурам Геловані, радянський солдат
- Олександр Оміадзе — Мамука Геловані, батько Еліко і Гурама
- Зураб Лаперадзе — Мамедов, санітар
- Кароль Махата — Яно Совіар
- Римма Шорохова — медсестра
- Сергій Голованов — радянський генерал
- Людовік Озабал — Яніга
- Вільям Полоні — німець
- Рудольф Бахлет — епізод
- Душан Блашкович — епізод
- Вільям Заборський — німецький офіцер
- Юліус Вашек — епізод
- Марія Марковичова — епізод
- Вацлав Млинек — епізод
- Гелена Зварикова — епізод
- Войцех Загурський — епізод
- Іозеф Чорний — епізод
- Владо Мюллер — епізод

## Знімальна група
- Режисер — Ніколоз Санішвілі
- Сценаристи — Костянтин Лордкіпанідзе, Альберт Маренчин, Ніколоз Санішвілі
- Оператор — Дудар Маргієв
- Композитори — Тібор Андрашован, Реваз Лагідзе
- Художники — Рудольф Ковач, Євген Мачаваріані